# Club Dr. Benjamín Aceval
Club Doctor Benjamín Aceval, es un club de fútbol paraguayo, situado en la ciudad de Villa Hayes, del Departamento Presidente Hayes. Fue fundado el 6 de junio de 1918. A partir del 2023 milita en la Tercera División, específicamente en la Primera B Metropolitana, tras obtener el título en la Primera División C, Cuarta División de Paraguay, en el 2022. 

Su estadio es el Isidro Roussillón, que tiene una capacidad aproximada de 2.000 espectadores.

## Historia
Fundado el 5 de junio de 1918, es uno de los primeros clubes del Chaco paraguayo, por ello es conocido como el Decano chaqueño, originalmente afiliado a la Liga Villahayense de Fútbol perteneciente a la U.F.I, el club fue campeón en varias ocasiones del torneo regional, sus últimos títulos lo consiguió en el año 2005 y 2006, mediante este último título pudo inscribirse en el año 2007 a la Copa de Campeones de la UFI (tercera división), que otorgaba un cupo para la División Intermedia (segunda división) de la temporada siguiente, finalmente logró consagrarse campeón de este torneo "Pre-Intermedia".
Compitió en la División Intermedia, segunda categoría del fútbol paraguayo en las temporadas 2008 y 2009 temporada en la cual al terminar penúltimo en la tabla descendió, debía volver a su Liga regional de origen para la temporada 2010, pero solicitó su ingreso a la última categoría de la Asociación Paraguaya de Fútbol la Primera C (cuarta división), en la cual fue aceptada.
En la temporada 2012 obtuvo el subcampeonato de la Cuarta División y así consiguió el ascenso a la Primera B (Tercera División) para la temporada 2013.
Desde la temporada 2013 se mantiene en la Primera División B (Tercera División).
En la temporada 2017 el club ganó la permanencia en la Primera División B al ganar el desempate al club Sportivo Limpeño, tras haber terminado en igualdad de puntos en la penúltima posición de la tabla. Tras los dos partidos; victoria en la ida por 2-1 y derrota en la vuelta 1-2 (global 3-3); finalmente logró la victoria y la permanencia por penales con un resultado final de 3-2.
En la temporada 2018 de la Primera División B, el club de nuevo luchó por su permanencia, pero en la penúltima fecha del campeonato no pudo evitar el descenso. En la Copa Paraguay tampoco le fue bien ya que no pudo pasar la etapa clasificatoria de su categoría.
Tras obtener el título de la Primera División C en el 2022, a partir del 2023 milita en la Tercera División, específicamente en la Primera B Metropolitana.

## Palmarés

### Torneos de laA.P.F.
- Cuarta División (2):
  - Campeón (1): 2022.
  - Subcampeón (1): 2012.

### Torneos de laU.F.I.
- Copa de Campeones de la UFI (1): 2007.